# 白い勲章
白い勲章（しろいくんしょう）は、美空ひばりのシングル。1976年2月10日に日本コロムビアから発売された。

## 概要
- A面『白い勲章』は学徒出陣で命を散らした大学生の日記をモチーフに、ひばりが補作詞し、30周年リサイタルで万感の想いを胸にこの曲を歌い上げた[2]。
- 日記を書いた宅島徳光は大日本帝国海軍海軍中尉で、筆が立つことで知られた。鹿児島県の出水海軍航空隊に移動し、飛行訓練の合間に記された手記「くちなしの花」[3]は、戦後に多くのメディアで取り上げられ、出版[4]もされている。ひばりは手記の一部を引用し、補作詞した。

## 収録曲
両曲共　作曲・編曲：船村徹
1. 白い勲章
  - 作詞：宅島徳光、補作詞：美空ひばり
2. 坊やの終列車
  - 作詞：枯野迅一郎